# The Totville Eye
Pour plus de détails, voir Fiche technique et Distribution.
The Totville Eye est un film muet américain réalisé par C.J. Williams, sorti en 1912.

## Synopsis
Le patron du journal doit s'absenter. Les deux employés, après avoir détruit involontairement la maquette d'impression prévue, se décident à recueillir des nouvelles locales très "personnelles".

## Fiche technique
- Titre original : The Totville Eye
- Réalisation : C.J. Williams
- Société de production : Edison Company
- Pays de production :  États-Unis
- Langue : Anglais
- Format : Noir et blanc - Muet
- Genre : Comédie
- Durée : 14 minutes
- Date de sortie :
  - États-Unis : 27 novembre 1912

## Distribution
- Walter Edwin : le vieux Scotty
- Yale Boss : Le jeune Sammy
- Robert Brower : Thomas Adams
- Edward O'Connor : un imprimeur
- Bigelow Cooper : le pasteur
- Harry Beaumont : Tom
- Bessie Learn : Flossie
- Charles Ogle : Jenkins
- Bliss Milford : la veuve Dugan